# كيني بيكر (ممثل إنجليزي)
كيني بيكر (بالإنجليزية: Kenny Baker)‏ (مواليد 24 أغسطس 1934 في برمنغهام - 13 أغسطس 2016)، هو ممثل إنجليزي. معروف بتأدية شخصية آر تو دي تو في سلسلة حرب النجوم.

## الأعمال
- القوة تنهض
- حرب النجوم الجزء الثالث: انتقام السيث
- حرب النجوم الجزء الثاني: هجوم المستنسخين
- حرب النجوم الجزء الأول: تهديد الشبح
- أماديوس
- حرب النجوم الجزء السادس: عودة الجيداي
- الرجل الفيل
- حرب النجوم الجزء الخامس: الإمبراطورية تعيد الضربات
- حرب النجوم

## وصلات خارجية
- كيني بيكر على موقع IMDb (الإنجليزية)
- كيني بيكر على موقع روتن توميتوز (الإنجليزية)
- كيني بيكر على موقع ألو سيني (الفرنسية)
- كيني بيكر على موقع تيرنر كلاسيك موفيز (الإنجليزية)
- كيني بيكر على موقع تيرنر كلاسيك موفيز (الإنجليزية)
- كيني بيكر على موقع أول موفي (الإنجليزية)
- كيني بيكر على موقع قاعدة بيانات برودواي على الإنترنت (الإنجليزية)
- كيني بيكر على موقع قاعدة بيانات الأفلام السويدية (السويدية)
- كيني بيكر على موقع إن إن دي بي (الإنجليزية)
- كيني بيكر على موقع قاعدة بيانات الفيلم (الإنجليزية)